# South West Technical Products Corporation 6800
South West Technical Products Corporation 6800 (6800) је био професионални рачунар фирме South West Technical Products Corporation који је почео да се производи у Сједињеним Америчким Државама од 1975. године.
Користио је Motorola 6800 као микропроцесор. RAM меморија рачунара је имала капацитет од 4 KB па навише, зависно од модела.
Као оперативни систем коришћен је ROM Monitor.

## Детаљни подаци
Детаљнији подаци о рачунару 6800 су дати у табели испод.
|                       |                              |
| [ 1 ]                 |                              |
| Произвођач            |                              |
| Тип                   | професионални рачунар        |
| Меморија              | 4 најмање, зависно од модела |
| Поријекло             | Сједињене Америчке Државе    |
| Година                | 1975                         |
| Тастатура             | опциони терминал             |
| Процесор              |                              |
| Фреквенција процесора | 980 Khz                      |
| RAM                   | 4 најмање, зависно од модела |
| ROM                   | 8 KB                         |
| Текст                 | непознато                    |
| Графика               | непознато                    |
| Боја                  | непознато                    |
| Звук                  | непознато                    |
| Димензије             | непознато                    |
| Портови               |                              |
| Оперативни систем     |                              |